# Raport referencyjny
Raport referencyjny (ang. Referencing report) – dokument opisujący polski system kwalifikacji oraz sposób odniesienia Polskiej Ramy Kwalifikacji (PRK) do Europejskiej Ramy Kwalifikacji (ERK). W połowie 2013 roku polski raport referencyjny został przyjęty w imieniu Rady Ministrów przez Komitet ds. Europejskich oraz zaprezentowany na forum międzynarodowym.
W raporcie opisano przebieg i stan zaawansowania prac nad modernizacją krajowego systemu kwalifikacji w Polsce. Wykazano również, że Polska wypełniła dziesięć kryteriów referencji określonych przez Grupę Doradczą Komisji Europejskiej do spraw ERK (EQF Advisory Group).
Każdy z krajów Unii Europejskiej, pracujących nad ramami kwalifikacji, przygotowuje dokument, w którym opisuje swój system kwalifikacji oraz swoją ramę kwalifikacji i odnosi to do Europejskiej Ramy Kwalifikacji. Ten dokument to raport referencyjny. Polski raport referencyjny został zaakceptowany przez Komitet ds. Europejskich Rady Ministrów, a następnie 29 maja 2013 roku przedstawiony na forum europejskim. Zaprezentowanie raportu referencyjnego i dyskusja o nim na forum międzynarodowym umożliwiają porównanie kwalifikacji nadawanych w danym kraju z kwalifikacjami z innych państw UE. Celem prezentacji poszczególnych raportów referencyjnych jest przede wszystkim pokazanie rozwiązań krajowych osobom i instytucjom z innych krajów w Europie. Grupa Doradcza ds. Europejskich Ram Kwalifikacji (powołana przez Komisję Europejską) opracowała wytyczne dotyczące budowy raportu referencyjnego, w tym metody odnoszenia krajowych ram kwalifikacji do Europejskiej Ramy Kwalifikacji. Opisano je w 10 punktach, czyli tzw. kryteriach referencji.
Kryteria referencji
Kryterium 1. Odpowiednie władze powinny jasno określić i opublikować zadania i kompetencje prawne wszystkich krajowych organów zaangażowanych w proces odnoszenia kwalifikacji, w tym Krajowego Punktu Koordynującego.
Kryterium 2. Należy wykazać, że istnieje wyraźne, oczywiste powiązanie pomiędzy poziomami kwalifikacji określonymi w krajowych ramach lub systemie kwalifikacji a Europejską Ramą Kwalifikacji.
Kryterium 3. Krajowe ramy lub system kwalifikacji, jak również składające się na nie kwalifikacje, są określone zgodnie z zasadą efektów uczenia się, a także są powiązane z mechanizmami walidacji efektów uczenia się osiągniętych w czasie uczenia się pozaformalnego i nieformalnego i jeśli jest taka możliwość, z systemem punktowym przenoszenia osiągnięć.
Kryterium 4. Należy zadbać o to, aby procedury przepisywania kwalifikacji do krajowych ram kwalifikacji lub określania ich miejsca w krajowym systemie kwalifikacji były przejrzyste.
Kryterium 5. Krajowy system zapewniania jakości/krajowe systemy zapewniania jakości kształcenia i szkoleń odwołują się do krajowych ram lub systemu kwalifikacji i są spójne z odpowiednimi wskazówkami i zasadami.
Kryterium 6. W procesie odnoszenia należy uwzględnić potwierdzenie (aprobatę) wyrażone przez odpowiednie ciała odpowiedzialne za zapewnianie jakości.
Kryterium 7. W procesie odnoszenia winni brać udział eksperci zagraniczni.
Kryterium 8. Odniesienie krajowych ram lub systemów kwalifikacji do Europejskich Ram Kwalifikacji winno być poświadczone przez odpowiednie organy krajowe. Organy krajowe, w tym Krajowy Punkt Koordynacyjny, winny opublikować jeden wspólny raport wyznaczający proces odnoszenia oraz określający argumenty przemawiające za przyjęciem wskazanych rozwiązań. W raporcie należy odnieść się oddzielnie do każdego z kryteriów.
Kryterium 9. Na oficjalnej platformie Europejskiej Ramy Kwalifikacji zostanie umieszczona informacja dotycząca państw, które potwierdziły fakt zakończenia procesu odnoszenia oraz powiązania do krajowych raportów referencyjnych.
Kryterium 10. Po zakończeniu procesu odnoszenia, zgodnie z harmonogramem wyznaczonym w Zaleceniu PE w sprawie ERK, wszystkie nowe dyplomy, świadectwa oraz dokumenty Europass wydawane przez odpowiednie władze powinny zawierać jasne, wyraźne odwołanie, poprzez krajowe ramy kwalifikacji, do odpowiedniego poziomu Europejskich Ram Kwalifikacji.
Do dokumentu dołączono informacje dotyczące zagadnień terminologicznych, zestawienia efektów uczenia się wymaganych dla wybranych kwalifikacji z charakterystykami poziomów Polskiej Ramy Kwalifikacji – uniwersalnymi oraz typowymi dla poszczególnych rodzajów edukacji, poszerzony opis systemu edukacji w Polsce, a także opinie ekspertów zagranicznych. Raport skierowany jest zarówno do polskich środowisk związanych z tą dziedziną, jak i do osób i instytucji z różnych krajów, które są zaangażowane w realizację Zalecenia Parlamentu Europejskiego i Rady z 23 kwietnia 2008 roku w sprawie ustanowienia europejskich ram kwalifikacji dla uczenia się przez całe życie. Raport jest także oficjalnym źródłem informacji o kierunkach modernizacji krajowego systemu kwalifikacji w Polsce.
Weryfikacja spójności Polskiej Ramy Kwalifikacji i Krajowych Ram Kwalifikacji dla Szkolnictwa Wyższego (KRK-SW)
W kontekście szkolnictwa wyższego opracowano odrębny raport, w którym odniesiono Krajowe Ramy dla Szkolnictwa Wyższego do Ramy Kwalifikacji dla Europejskiego Obszaru Szkolnictwa Wyższego oraz do Europejskiej Ramy Kwalifikacji dla uczenia się przez całe życie.
Krajowe Ramy Kwalifikacji dla Szkolnictwa Wyższego zostały opracowane jako autonomiczny fragment większej i spójnej całości, jaką stanowi Polska Rama Kwalifikacji, mająca liczyć osiem poziomów. KRK-SW obejmują kwalifikacje znajdujące się w PRK na poziomach szóstym, siódmym i ósmym. Przewidziano także możliwość zaistnienia
w przyszłości nowych kwalifikacji w zakresie szkolnictwa wyższego na piątym poziomie PRK.
Kwalifikacje zdobywane w zakresie edukacji ogólnej i zawodowej w systemie oświaty zajmują poziomy 1-4 PRK. W szczególności kwalifikacja, potwierdzana uzyskaniem świadectwa maturalnego i umożliwiająca ubieganie się o przyjęcie na studia w szkole wyższej, znajduje się na czwartym poziomie PRK. Kwalifikację tę można uzyskać zarówno w szkołach ogólnokształcących (liceach), jak i w średnich szkołach zawodowych (technikach).
Krajowe Ramy Kwalifikacji dla Szkolnictwa Wyższego w kontekście wdrażania PRK
W kontekście utrzymania spójności Polskiej Ramy Kwalifikacji, której integralną część stanowią KRK-SW, kluczowe jest zapewnienie, aby przyszłe działania związane z wprowadzeniem PRK, zwłaszcza te o charakterze legislacyjnym, zagwarantowały pełną spójność KRK-SW i PRK.
Dokumentem odniesienia Krajowych Ram Kwalifikacji dla Szkolnictwa Wyższego do Ramy Kwalifikacji dla Europejskiego Obszaru Szkolnictwa Wyższego oraz do Europejskiej Ramy Kwalifikacji dla uczenia się przez całe życie jest Raport samopotwierdzenia.
W raporcie scharakteryzowano ogólnie polskie szkolnictwo wyższe. Szczegółowo opisano KRK-SW, prace nad nimi oraz zaangażowanie wszystkich interesariuszy w ich stworzenie. Dokument zawiera również kryteria i procedury, które należało spełnić, aby potwierdzić spójność KRK-SW z ramami w Europie, a także pokazuje sposób, w jaki tego dokonano. Ponadto uświadamia wyzwania, jakie czekają Polskę m.in. w związku z umasowieniem kształcenia w szkolnictwie wyższym i zwiększającym się zróżnicowaniem populacji studentów oraz z koniecznością zmiany punktu ciężkości z procesu kształcenia na jego efekty.
Raport samopotwierdzenia został wydany przez Instytut Badań Edukacyjnych.